# インナー・シティ・レコード
インナー・シティ・レコード（Inner City Records）は、1976年にニューヨークでアーヴ・クラッカ (Irv Kratka)によって設立されたジャズ・レコード会社およびレーベル。
同社はミュージック・マイナス・ワン (Music Minus One)の一部門であり、クラシック・ジャズというレーベルも所有していた。再発からスタートし、さまざまなタイプのジャズをカバーする新しいレコーディング・レーベルへと移行した。
インナー・シティ・レコードは、1976年から1980年の間に60枚以上のアルバムをリリースし、1979年の「国際ジャズ批評家投票 (International Jazz Critics Poll)」でレコード・レーベル・オブ・ザ・イヤーに選ばれた。
サム・モリソンの『砂丘』、ザ・スリー（ジョー・サンプル、レイ・ブラウン、シェリー・マン）、日本人ミュージシャンの渡辺貞夫や日野皓正のアルバムなど、多くのインナー・シティのアルバムが日本のイースト・ウィンド・レコードからも発売された。

## 所属したメンバー
- アーチー・シェップ (Archie Shepp)
- ドライ・ジャック (Dry Jack)
- ナット・アダレイ (Nat Adderley)
- 穐吉敏子 (Toshiko Akiyoshi)
- アート・アンサンブル・オブ・シカゴ (Art Ensemble of Chicago)
- チェット・ベイカー (Chet Baker)
- ガトー・バルビエリ (Gato Barbieri)
- ルイ・ベルソン (Louie Bellson)
- ポール・ブレイ (Paul Bley)
- アンソニー・ブラクストン (Anthony Braxton)
- クリフォード・ブラウン (Clifford Brown)
- デヴィッド・フリードマン (David Friedman)
- デヴィッド・フリーゼン (David Friesen)
- デクスター・ゴードン (Dexter Gordon)
- エディ・ジェファーソン (Eddie Jefferson)
- ジェフ・ローバー (Jeff Lorber)
- セシル・マクビー (Cecil McBee)
- スザンナ・マッコークル (Susannah McCorkle)
- キャム・ニュートン (Cam Newton)
- ニューヨーク・ジャズ・カルテット (New York Jazz Quartet)
- ジャンゴ・ラインハルト (Django Reinhardt)
- ジェリー・ラッシュ (Jerry Rusch)
- ダン・シーゲル (Dan Siegel)
- メンフィス・スリム (Memphis Slim)
- ルーズヴェルト・サイクス (Roosevelt Sykes)
- ルー・タバキン (Lew Tabackin)
- レニー・トリスターノ (Lennie Tristano)
- ヤング・エド (Young Ed)